# Kabinet-Lammasch
Oostenrijk (Cisleithanië) kende in 1918 één kabinet-Lammasch.
Het kabinet-Lammasch was het laatste kabinet van het Keizerrijk Oostenrijk.

## Chronologisch overzicht[1]
- 21 oktober 1918: Ontslag kabinet-Hussarek onder premier Max Freiherr Hussarek von Heinlein
- 25 oktober: Keizer Karel I van Oostenrijk verzoekt prof. dr. Heinrich Lammasch, een pacifist en staatsrechtdeskundige, tot formateur
  - Stichting Hongaarse Nationale Raad in Boedapest
- 27 oktober: Aanvangsdatum kabinet-Lammasch
  - Afwijzing federaliseringsplannen van premier Lammasch
- 28 oktober: Afscheiding van de Tsjechoslowaakse en Poolse gebieden van het Oostenrijkse rijksdeel (Cisleithanië). Stichting Tsjechoslowaakse republiek
  - Opstand in Boedapest (Hongarije/Transleithanië) bloedig neergeslagen; begin Asterrevolutie
- 29 oktober: Nationale staking in Hongarije
- 30 oktober: De Voorlopige Nationale Raad van Duits-Oostenrijk neemt een voorlopige grondwet voor Duits-Oostenrijk aan
  - Massademonstraties in Wenen tegen de monarchie
- 31 oktober: Ontslag van het kabinet-Lammasch
  - Mihály gróf Károlyi door aartshertog Jozef August van Oostenrijk (plaatsvervanger van de koning in Hongarije) tot premier van Hongarije benoemd
- 3 november: Oprichting van de Communistische Partij van Oostenrijk (Kommunistische Partei Österreichs)
- 7 november: Republiek Polen door de sociaaldemocraat Ignacy Daszýnski in Lublin (Galicië) uitgeroepen
- 11 november: Keizer Karel doet afstand van zijn aandeel in de regeringszaken van Oostenrijk. Sluitingsdatum kabinet-Lammasch, Karl Renner (Sociaaldemocratische Partij van Oostenrijk, SDAPÖ) formateur
- 12 november: Aanvangsdatum kabinet-Renner (coalitie SDAPÖ/Christlich-Soziale Partei). Karl Renner staatskanselier. Proclamatie Bondsrepubliek Oostenrijk

## Kabinet-Lammasch(Ministerrat Lammasch)(27 oktober-11 november1918
- Prof. Heinrich Lammasch Minister-President
- Gyula gróf Andrássy - Minister van Buitenlandse Zaken (van Oostenrijk-Hongarije)
- Ernst Graf von Silva-Tarouca - Minister van Landbouw
- Friedrich Freiherr von Wieser (liberaal) - Minister van Handel
- Richard Edler von Hampe - Minister van Godsdienst en Onderwijs
- Josef Redlich - Minister van Financiën (van Oostenrijk-Hongarije)
- Edmund Ritter von Gayer - Minister van Binnenlandse Zaken
- Paul von Vittorelli - Minister van Justitie
- Emil Freiherr Homann von Herimberg - Minister van Openbare Werken
- Karl Freiherr von Banhans - Minister van Spoorwegen
- Ignaz Seipel (Christlich-Soziale Partei) - Minister van Sociale Zaken
- Jan Horbaczewski - Minister van Volksgezondheid
- Majoor Friedrich Freiherr Lehne von Lehenstein - Minister van Landsverdediging
- Kolonel-Generaal Rudolf Freiherr Stöger-Steiner von Steinstätten - Minister van Oorlog (van Oostenrijk-Hongarije)
- Kazimierz Galecki - Minister zonder Portefeuille